# Finn Rudaizky
Finn Rudaizky (født 18. marts 1942 på Rigshospitalet i København) er en dansk politiker, indtil 25. april 2025 medlem af Dansk Folkeparti, som har været medlem af Københavns Borgerrepræsentation siden 1994 på nær i perioden maj 2017 – januar 2018, hvor han var erklæret ikke-valgbar af Valgbarhedsnævnet.

## Baggrund
Rudaizky var i sin ungdom med til at gøre Boldklubben Frems ynglingehold til danske mestre 1960, på hold med senere landsholdsspillerne Leif Nielsen og Birger Larsen. Senere spillede han på Skovshoveds divisionshold.
Rudaizky er uddannet med HH (1966) og som ejendomsmægler (1985). Han har i mange år arbejdet som konsulent og marketingchef.
Rudaizky var formand for Det mosaiske Troessamfund fra 1979 til 1982 og tidligere formand for Folkebevægelsen mod Nazisme.
I maj 2018 var Rudaizky modtager af Grundlovsforeningen Dansk Kulturs kulturpris.
I december 2023 blev han ridder af Dannebrog.

## Politisk karriere
Rudaizky var tidligere medlem af Socialdemokratiet, men var løsgænger i Borgerrepræsentation fra 2005-2008, hvor han meldte sig ind i Dansk Folkeparti. Han forlod Socialdemokraterne med den officielle forklaring, at han ikke ville sidde i gruppe med sin partifælle, Sikandar Malik Siddique, fordi denne havde deltaget i et møde med den islamistiske organisation Hizb ut-Tahrir. Rudaizky var medlem af Socialdemokratiet i 37 år.
I Borgerrepræsentationen har han tidligere været socialordfører for Socialdemokraterne og næstformand i familie- og arbejdsmarkedsudvalget. Han er nu medlem af Socialudvalget. Han har stillet op til folketingsvalg fire gange uden at blive valgt.

## Retssagen mod Rudaizky
Rudaizky blev i 2017 dømt ved Københavns Byret for at have lækket "personfølsomme oplysninger" om Omar Abdel Hamid El-Hussein, der i februar 2015 gennemførte terrorangrebene på Krudttønden og Københavns Synagoge. Straffen var 10 dagbøder a 1.000 kr. plus sagens omkostninger på 30.000 kr. Rudaizky nægtede sig skyldig, idet han henviste til sagens samfundsmæssige betydning. I forbindelse med sagen har Københavns Politi i øvrigt sigtet to journalister fra henholdsvis BT og Berlingske.
Dommen fik efterfølgende Valgbarhedsnævnet til at afgøre, at Rudaizky havde mistet sin valgbarhed til Københavns Borgerrepræsentation og regionsrådet i Region Hovedstaden, så han var tvunget til at forlade disse.

## Familie
Finn Rudaizkys forældre kom til Danmark som flygtninge fra pogromerne i det Russiske Kejserrige. Faderen, bogholder Falk Meyer Rudaizky, kom i 1912 som 4-årig fra Ritawen i dagens Litauen, og moderen Chana Buraks kom også som 4-årig fra Sjedletz i dagens Polen i 1913. Hans fars søster og hendes to børn omkom i en koncentrationslejr under 2. verdenskrig, mens Finn Rudaizky selv som etårig i oktober 1943 undslap under redningen af de danske jøder sammen med sin far, mor og søster i en fiskerbåd via havnen i Dragør til Sverige.
Finn Rudaizky er gift og har to døtre. Den ene bor i Israel, den anden i USA.